# Gleina (Elsteraue)
Gleina ist ein Ortsteil von Tröglitz innerhalb der Gemeinde Elsteraue im Burgenlandkreis in Sachsen-Anhalt.

## Geschichte

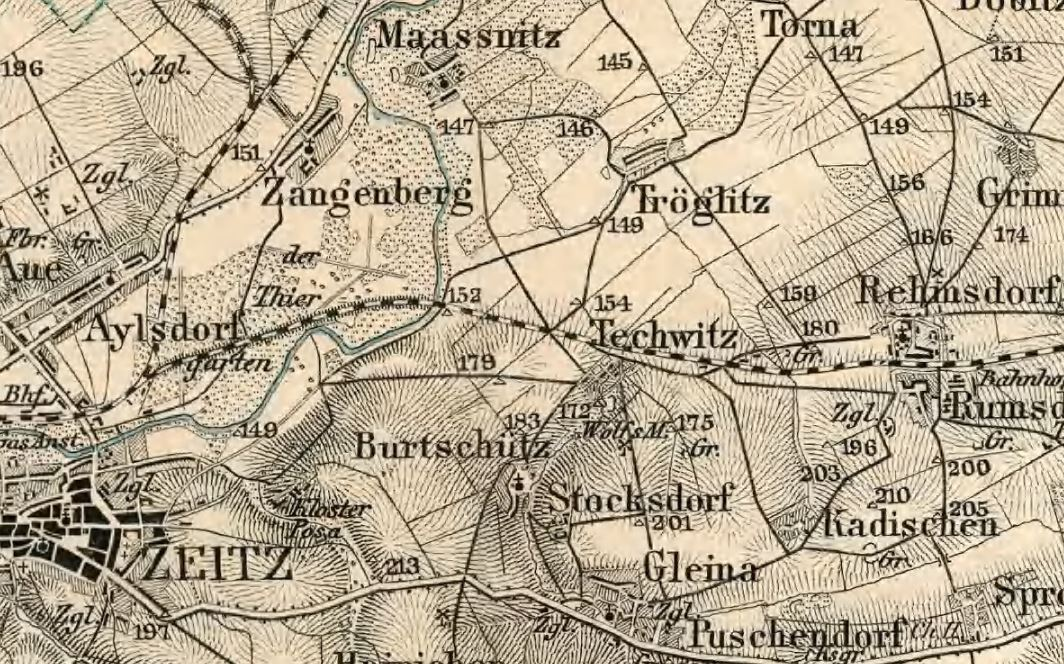
Ortslage von Gleina bei Zeitz um 1893

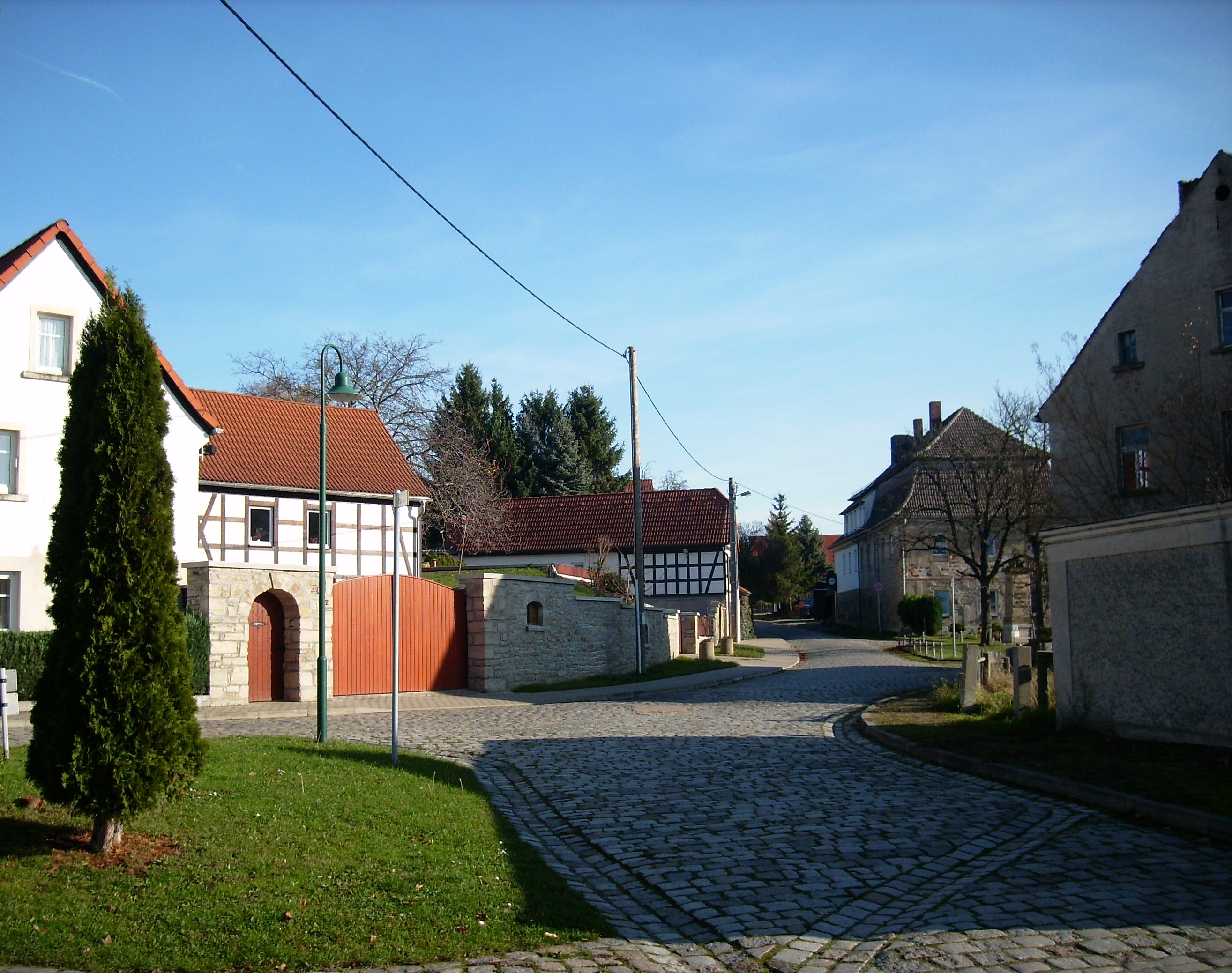
Dorfstraße in Gleina (Elsteraue), 2008

Gleina, in alten Schriften auch als Gline oder Glina erwähnt, weist Spuren eines ursprünglichen wendischen Rundlingsdorfs auf. Neben der Siedlungsform deutet auch der slawische Ortsname darauf hin: Glina bedeutet Lehm, Ton, was auf Grund des fruchtbaren, lehmhaltigen Bodens der Gegend als Benennungsmotiv angenommen wird. Das Dorf wurde am 9. November 1121 erstmals in einer Bestätigungsurkunde des Bistums Naumburg erwähnt, in welcher Udo I. von Thüringen den Ort Gleina bei Zeitz dem Kloster Bosau zueignete. Auf einem kleinen Hügel entstand eine frühromanische Dorfkirche, die noch heute in der Apsis Wandmalerei aus dem 12. Jahrhundert aufweist.
Vor der Reformation war das Gotteshaus eine Filialkirche von Rehmsdorf. Erst gegen Ende des 16. Jahrhunderts erhielt Gleina einen eigenen Pfarrer. Ab diesem Zeitpunkt waren nach Gleina eingepfarrt: Burtschütz, Techwitz, Puschendorf, Kadischen, Sprossen und Stocksdorf. Die Kirche in Burtschütz war wiederum eine Nebenkirche von Gleina. Puschendorf bildete spätestens seit Ende des 18. Jahrhunderts mit Gleina eine Gemeinde.
Administrativ unterstand Gleina-Puschendorf dem Amt Zeitz, bevor die Gemeinde im Jahr 1818 mit 44 Häusern und 288 Einwohnern dem neu gebildeten Landkreis Zeitz zugeteilt wurde. 1860 befanden sich in Gleina-Puschendorf 29 Hofstellen mit zusammen 26 Hufen, eine Dorfschule, eine Ziegelei mit Steinbrüchen und mehrere Gaststuben. Zumindest im Jahr 1885 wurde ortsnah noch eine Windmühle betrieben. Ein gemeindeeigenes Spritzenhaus existierte spätestens seit 1888. Im Jahr 1889 lebten in der Gemeinde 415 Menschen.
Für das Jahr 1933 verzeichnete die Statistik 468 Einwohner, deren Anzahl bis zur Volkszählung vom 15. Mai 1939 auf 550 stieg. Diese Zunahme war zum einen auf den Zuzug von Arbeitskräften der Braunkohle-Benzin AG (Brabag) zurückzuführen, die nördlich von Gleina im rund 4 km entfernten Tröglitz ab 1937 das Hydrierwerk Zeitz errichtete. Zum anderen waren zum 1. April 1939 die Gemeinde Gleina-Puschendorf mit der Gemeinde Kadischen und der Gemeinde Stocksdorf zur Gemeinde Gleina zusammengeschlossen worden.
Am 12. Mai 1944 begann die Alliierte Luftoffensive auf die deutsche Treibstoffindustrie. Die schwersten Schäden erlitten gleich am ersten Tag die Hydrierwerke in Tröglitz, Böhlen, Leuna und Lützkendorf. Wie alle Betreiber von Treibstoffwerken erhielt auch die Brabag ab Juni 1944 für Aufräumarbeiten und die Untertage-Verlagerung KZ-Häftlinge zugewiesen. Im Rahmen des geheimen Mineralölsicherungsplans entstand für das Brabag-Werk Zeitz ein Außenlager des KZ Buchenwald. Für dieses Außenkommando Wille ließ die SS von niederländischen Häftlingen zunächst Unterkünfte in Gleina im Saal des Gasthofs Harnisch und in einem Ochsenstall, der zur Zuckerfabrik Zeitz gehörte, vorbereiten.
Die ersten Transporte von Buchenwald nach Gleina erfolgten mit 200 Häftlingen am 4. Juni 1944. Bis September 1944 kamen in ständiger Folge Transporte mit jeweils rund 1000 Häftlingen in Gleina an, wobei ein permanenter Austausch und Rücktransport der Arbeitskräfte nach Buchenwald verzeichnet wurde. Da sowohl der Gasthof als auch der Ochsenstall in Gleina keine passende und eine überbelegte Unterbringung in relativ weiter Entfernung zum Einsatzort darstellten, wurde unmittelbar am Hydrierwerk an der Rehmsdorfer Straße ein Zeltlager für 2320 Häftlinge errichtet. Dieses bestand von Anfang September 1944 bis zum 31. Dezember 1944. Am 1. Januar 1945 wurde ein Barackenlager in Rehmsdorf bezogen. Die Auflösung des Außenlagers Wille erfolgte am 9. April 1945.
Die Luftangriffe auf das Hydrierwerk verursachten auch in Gleina und anderen umliegenden Dörfern große Schäden mit vielen Toten. Nach dem Zweiten Weltkrieg erhielt Gleina mehrere Flüchtlinge und Vertriebene aus den ehemaligen deutschen Ostgebieten zugewiesen, sodass bis zum 29. Oktober 1946 die Anzahl der Einwohner auf 643 stieg.
Im Zuge der Kreisreformen in der DDR folgte am 20. Juli 1950 per Gesetz die Zusammenlegung der Gemeinden Gleina und Tröglitz zur Gemeinde Tröglitz. In der DDR-Zeit wurde die Kirche in Gleina ungehindert vom SED-Regime durch Vandalismus stark zerstört. Nach der Deutschen Wiedervereinigung konnte das Gotteshaus mit großem finanziellen und zeitlichen Aufwand unter anderem ein neues Dach, einen neuen Außen- und Innenputz, eine neue Orgel aus der Kirche im abgebaggerten Schwerzau und eine neue Turmuhr erhalten. Neben erhaltenen und wieder aufgerichteten kunstvollen alten Grabsteinen wurde auf dem Kirchhof ein Gedenkstein für Opfer des KZ Buchenwald, Außenlager Gleina geweiht.

## Gegenwart
Die Gemeinde Tröglitz schloss sich mit ihren Ortsteilen zum 1. Juni 2003 mit der Gemeinde Elsteraue zusammen. Der Friedhof, die Kirche, einzelne Bauernhöfe und zahlreiche historische Wohngebäude in Gleina stehen unter Denkmalschutz. Mit Stichtag 31. Dezember 2020 betrug die Einwohnerzahl des Ortsteils 250.